# Pascal Nordmann
Pour les articles homonymes, voir Nordmann.
Pascal Nordmann, né le 28 septembre 1957 à Paris, est un écrivain, plasticien et homme de théâtre suisse.

## Parcours

### Comédien
Après avoir fréquenté l'école Jacques Lecoq à Paris, il est engagé par la Compagnie Théâtre étonné Paris, dirigée par Bernard Colin. Il joue dans diverses productions de théâtre, films et téléfilms, en France et en Suisse. En 1986, il fonde en Allemagne une compagnie de théâtre : le "Chairos Theater" dans laquelle il est metteur en scène, auteur, accessoiriste et décorateur. La compagnie crée le Detmodler Bildstörung, l'un des premiers festivals de théâtre de rue en Allemagne.   

### Auteur de théâtre
Son activité d'auteur de théâtre se divise grossièrement en deux troncs. Un travail sur le chœur et la dispersion des personnages dans lequel l'acteur est dissocié du personnage puisqu'un seul acteur peut jouer plusieurs rôles ou plusieurs acteurs le même rôle (Clinique, 1986, monté par Jacques Gardel dans le cadre du "Parloir romand"; Chute, 2018, monté par Jean-Sébastien Oudin) d'une part. Et d'autre part un travail sur le monologue où le verbe et le personnage ne font plus qu'un, où la voix est utilisée comme matériau de base, parfois sans points ni virgules (Les Guetteurs I, II, III, dont le premier, L'hésitation a été interprété par le comédien Jean-Quentin Chatelain)

### Littérature
Parfois assimilé au surréalisme, l'art de Pascal Nordmann mêle le quotidien le plus terre à terre et le fantastique. Loin du roman, il peut prendre plusieurs formes, allant du conte à la nouvelle en passant par le monologue ou le récit de formes entremêlées dans lesquelles une histoire en cache souvent une autre.

### Littérature électronique
Dès les années 90, il comprend l'intérêt que la littérature peut tirer de l'émergence des techniques de l'information. En 1996, il met en ligne son Générateur de poèmes. En 1998, c'est l'Encyclopédie mutante. En 2002, une interface permettant à tout un chacun d'utiliser le moteur électronique qu'il a créé afin de travailler ses propres textes,. La dernière évolution de ce travail à l'esprit "oulipien" est une version "mutable" des premiers chapitres de la bible (la Genèse Gn. 1, 1-31; 2, 1-3).

### Plasticien
En 2001, sa première exposition, en collaboration avec l'artiste romaine Véronique Bellavista, est surtout composée d'œuvres de collage en trois dimensions, qu'il nomme immobiles, mais dès 2004 l'Esprit des lieux, comportant 80 moteurs, le classe parmi les artistes de l'art cinétique. L'exposition reçoit le prix "Revelação" de la biennale d'art de Vila nova da Cerveira (Portugal). Webmestre pour les Ecrivains associés du théâtre (Suisse) il travaille sur le montage d'images informatiques qu'il se met vite à animer. Cette activité donne lieu, en 2018, à la Trilogie de la Gloire, œuvre en trois temps consacrée au génocide juif du XXe siècle, mêlant littérature, art graphique statique et animation.

## Chronologie

### Publications
Pascal Nordmann a publié plusieurs romans, nouvelles et pièces de théâtre aux Éditions Métropolis, aux Editions Les Mandarines, aux Editions de l'Amandier et aux Editions d'Autre part,.
En 2009, il publia une note biographique intitulée L’Assureur / The Insurer dans ASDIWAL. Revue genevoise d'anthropologie et d'histoire des religions sur le Portail de revues scientifiques Persée.
En 2024, il publie trois livres, Samuel Jones aux éditions des Presses Inverses, Code avec le collectif La Chaise Jaune, L'Homme dans l'homme aux Editions Metropolis.
Ses textes apparaissent également dans de nombreuses revues : L'Ouroboros, La Page Blanche, Remue.net, Margelles, :arts:publics:, Squeeze, Cahot, La Vie Multiple,...

### Expositions
Pascal Nordmann expose diverses œuvres à la Comédie de Genève, à la Fondation Auer Ory pour la photographie à Hermance, au Centre Charlie Chaplin à Vaulx-en-Velin, à l'atelier Grand Cargo à la Chaux-de-Fonds ou encore au Portugal.
En 2001, son exposition avec l'artiste romaine Véronique Bellavista lui valut un article dans Le Temps, quotidien Suisse.
En 2007, avec 80 crayons automatiques mus par la force de la basse tension (exposition L'Esprit des Lieux), il gagne le prix Reveleçao de la XIVème Biennale d'art de Vila Nova de Cerveira au Portugal.
L'Esprit des Lieux a été présentée à diverses reprises entre 2004 et 2009 notamment au Bâtiment des Forces Motrices (BFM) à Genève, à Paperworld (Salon international de la papeterie, des fournitures de bureau et des instruments d'écriture qui se tient chaque année à Frankfurt), au Musée d'art contemporain de S. João da Madeira (Portugal), au Théâtre ABC à la Chaux-de-Fonds ou encore à la Galeria Por amor a arte à Porto.

### Théâtre (sélection)

#### Auteur
En 1986, l'un de ses premiers textes Clinique est monté dans le cadre du Parloir romand par le metteur en scène Jacques Gardel (Prix Leenards 2012). En l'an 2000, il est, avec Isabelle Daccord, l'un des deux premiers auteurs en résidence au théâtre de la Comédie de Genève. 
Depuis 2002, le Théâtre Hirsute-Compagnie Pierre Barayre met régulièrement en scène ces textes. 
En 2005, Hop!, mis en scène par Katharina Stalder est présenté au festival off d'Avignon.
En 2008, son monologue Les Guetteurs I, l'hésitation est primé par l'Institut international du théâtre (ITI), un organisme de l'UNESCO dans le cadre du concours de monologue CLASH. En 2009 le même texte est récompensé aux Journées des auteurs de Lyon. La même année Gérald Chevrolet met en lecture avec Jane Friedrich le texte Les Guetteurs III, l'adolescence au Centre Culturel Suisse de Paris.
Jean-Quentin Châtelain a lu a plusieurs reprises des textes de Pascal Nordmann, à la radio ou en salle de spectacle.
En 2014, l'artiste lui même va lire Les Guetteurs II à l'université de Genève dans le cadre du cours de Littérature Contemporaine.
Chute d'un conseil municipal a été mis en scène en 2015 à la Maison des Métallos à Paris, puis en 2022 au théâtre du Sphinx de Nantes et au théâtre Jean Bart de Saint-Nazaire.

## Récompenses
En 2007, il remporte le prix Révélation de la Biennale d'art de Vila Nova de Cerveira au Portugal avec son exposition L'Esprit des lieux.
En 2008, ses Guetteurs I, monologue pour voix de femme sans point ni paragraphe, remportent le second prix du Concours International de monologues CLASH, organisé par l'UNESCO. Quelques semaines plus tard, avec le même texte, il est lauréat des vingtièmes Journées de Lyon des auteurs de théâtre. Par la suite, ce texte est mis en scène par Gislaine Drahy (théâtre Narration).